# Finale League Cup 2021
De finale van de Football League Cup van het seizoen 2020/21 werd op 25 april 2021 gespeeld in het Wembley Stadium in Londen. Manchester City won met 1–0 van Tottenham Hotspur. Het was de vierde winst op rij voor Manchester City onder trainer Pep Guardiola.

## Voorgeschiedenis
Manchester City bereikte al acht keer eerder de finale van de League Cup. Alleen in 1974 verloor Manchester City de finale, van Wolverhampton Wanderers. Manchester City won de voorgaande edities van 2018, 2019 en 2020 al van Arsenal FC, Chelsea FC en Aston Villa. Tottenham Hotspur stond ook al acht keer eerder in de finale en won het vier keer eerder, waarvan in 2008 voor het laatst, tegen Chelsea. In 2015 verloor Tottenham Hotspur de finale juist van Chelsea. Nooit eerder stonden Manchester City en Tottenham Hotspur tegenover elkaar in een finale van de League Cup. In het Premier Leagueseizoen 2020/21 wonnen beide teams hun thuiswedstrijd tegen de ander.

## Weg naar de finale

### Manchester City
Manchester City stroomde in de derde ronde in. Daarin was AFC Bournemouth, actief in de Championship, de tegenstander. Liam Delap opende de score voor Manchester City, maar Sam Surridge maakte al snel daarna de gelijkmaker voor Bournemouth. In de 75ste minuut maakte Phil Foden het winnende doelpunt, waardoor Manchester City zich kwalificeerde voor de vierde ronde, waarin Manchester City het opnam tegen Burnley FC. Doelpunten van Raheem Sterling (2) en Ferran Torres zorgden voor een 0–3 zege, waardoor Manchester City doorstootte naar de kwartfinale, waarin The Citizens op bezoek gingen bij Arsenal FC. Gabriel Jesus scoorde al vroeg in de wedstrijd, maar Alexandre Lacazette maakte de gelijkmaker. In de tweede helft boekte Manchester City een 1–4 zege, na doelpunten van Riyad Mahrez, Foden en Aymeric Laporte. Rivaal Manchester United was de laatste horde voor de finale. In de eerste helft werden er geen doelpunten gemaakt, maar in de tweede helft scoorden John Stones en Fernandinho, waardoor Manchester City met 0–2 won.

### Tottenham Hotspur
Tottenham Hotspur stroomde oorspronkelijk in in de derde ronde, maar de wedstrijd werd geschrapt nadat tegenstander Leyton Orient aangaf de wedstrijd niet te kunnen spelen na enkele coronagevallen in haar selectie. Hierdoor ging Tottenham Hotspur automatisch door naar de vierde ronde, waarin een derby tegen Chelsea FC gespeeld werd. Lange tijd had Chelsea een voorsprong door een doelpunt van Timo Werner, totdat Erik Lamela in de 82ste minuut de gelijkmaker maakte namens Tottenham Hotspur. In de strafschoppenserie miste enkel Mason Mount van Chelsea. Vervolgens nam Tottenham Hotspur het in de kwartfinales op tegen het in de Championship spelende Stoke City. Gareth Bale was met een kopbal verantwoordelijk voor het enige doelpunt van de eerste helft. In de tweede helft zette Jordan Thompson Stoke City op gelijke hoogte, maar dankzij doelpunten van Ben Davies en Harry Kane voegde Tottenham Hotspur zich bij de laatste vier, waarbij Brentford FC, ook spelend in de Championship, de tegenstander was. Moussa Sissoko verzorgde de openingstreffer en Son Heung-min verdubbelde de score.

## Wedstrijdverloop
Slechts zes dagen voor de finale werd José Mourinho ontslagen als trainer bij Tottenham Hotspur en tijdelijk vervangen door Ryan Mason. Bij Manchester City waren er zorgen over blessures van Kevin De Bruyne en Sergio Agüero en bij Tottenham Hotspur was dat het geval bij Harry Kane, maar ze waren allemaal fit genoeg om te spelen, alhoewel Agüero op de bank begon.

### Eerste helft
Manchester City trapte om 16:30 af in het Wembley Stadium en begon sterk aan de wedstrijd. Zo kon Raheem Sterling binnen vier minuten al het strafschopgebied binnenlopen na een slechte pass van Son Heung-min. Serge Aurier ontnam Sterling echter een grote kans. Drie minuten later kapte Sterling Aurier uit, waarna hij de bal voorgaf op Phil Foden, maar hij kon zijn schot van dichtbij niet op doel richten. Weer een minuutje later belandde een kopbal van Sterling uit een voorzet van Riyad Mahrez naast het doel. In de veertiende minuut gaf Foden een voorzet op Sterling, die draaide en zijn schot vervolgens geblokt zag worden door Eric Dier. In de 26ste minuut was er opnieuw een kans voor Manchester City. Toby Alderweireld onderschepte een pass van De Bruyne op Sterling, waarna hij een schot van dichtbij van Phil Foden blokte, die vervolgens via de paal over de achterlijn ging. Na bijna een half uur gespeeld te hebben eindigde een steekpass van Fernandinho bij Sterling, die de bal over Spurs-doelman Hugo Lloris heen wipte, maar zijn schot voorlangs zag gaan. Tien minuten voor de rust nam Mahrez een pass van João Cancelo aan en kwam hij, ondanks de verdediging van Sergio Reguilón, tot een schot dat net voorlangs ging. Twee minuten later belandde de bal via Foden, İlkay Gündoğan, De Bruyne en Fernandinho opnieuw bij Mahrez, die van afstand opnieuw naast schoot. In de laatste minuten voor de rust kon Sterling een pass van De Bruyne dicht bij het doel net niet aannemen en leverde Cancelo een schot op doel. Lloris redde dat schot en dus was 0–0 de ruststand, ondanks de kansen van Manchester City.

### Tweede helft
Tottenham Hotspur trapte de tweede helft af en kreeg gauw daarna hun eerste grote kans van de wedstrijd. Na een pass van Lucas Moura besloot Giovani Lo Celso van afstand te schieten, maar hij zag zijn schot bij de tweede paal gestopt worden door Zack Steffen. In de 63ste minuut was Tottenham Hotspur bezig met een gevaarlijke aanval, die misging bij een pass van Pierre Højbjerg op Reguilón. In de 72ste minuut kreeg Gündoğan een pass van Sterling niet op doel gericht. Een minuut later rende Mahrez het halve veld over met de bal, waarna hij een schot op doel leverde. Deze werd knap gered door Lloris. In de 82ste minuut kwam Manchester City dan toch op een 1–0 voorsprong. Aymeric Laporte sprong hoger dan Moussa Sissoko bij een vrije trap van De Bruyne en zijn kopbal kon niet van de lijn gehaald worden door Højbjerg. Een paar minuten later kopte Laporte opnieuw, maar dit keer belandde de bal naast het doel. De wedstrijd eindigde in een 1–0 zege voor Manchester City, Mahrez werd uitgeroepen tot Man of the Match.

## Wedstrijddetails
|                           |                 |        |                   |                                                                                       |
| 25 april 2021 16:30 UTC+1 | Manchester City | 1–0    | Tottenham Hotspur | Wembley Stadium, Londen Toeschouwers: 7.773 Scheidsrechter: Paul Tierney (Lancashire) |
| 25 april 2021 16:30 UTC+1 | Laporte 82'     | Report |                   | Wembley Stadium, Londen Toeschouwers: 7.773 Scheidsrechter: Paul Tierney (Lancashire) |

| Manchester City | Tottenham Hotspur |

| GK            | 13 | Zack Steffen        |     |     |
| RB            | 2  | Kyle Walker         |     |     |
| CB            | 3  | Rúben Dias          |     |     |
| CB            | 14 | Aymeric Laporte     | 45' |     |
| LB            | 27 | João Cancelo        |     |     |
| CM            | 25 | Fernandinho         | 59' | 84' |
| CM            | 8  | İlkay Gündoğan      |     |     |
| RW            | 26 | Riyad Mahrez        |     |     |
| AM            | 17 | Kevin De Bruyne     |     | 87' |
| LW            | 7  | Raheem Sterling     |     |     |
| CF            | 47 | Phil Foden          |     |     |
| Substitutes:  |    |                     |     |     |
| GK            | 31 | Ederson             |     |     |
| DF            | 6  | Nathan Aké          |     |     |
| DF            | 11 | Oleksandr Zinchenko |     |     |
| DF            | 22 | Benjamin Mendy      |     |     |
| MF            | 16 | Rodri               |     | 84' |
| MF            | 20 | Bernardo Silva      |     | 87' |
| FW            | 9  | Gabriel Jesus       |     |     |
| FW            | 10 | Sergio Agüero       |     |     |
| FW            | 21 | Ferran Torres       |     |     |
| Trainer:      |    |                     |     |     |
| Pep Guardiola |    |                     |     |     |

| GK           | 1  | Hugo Lloris       |     |     |
| RB           | 24 | Serge Aurier      |     | 90' |
| CB           | 4  | Toby Alderweireld |     |     |
| CB           | 15 | Eric Dier         |     |     |
| LB           | 3  | Sergio Reguilón   | 27' |     |
| CM           | 5  | Pierre Højbjerg   |     | 84' |
| CM           | 8  | Harry Winks       |     |     |
| RW           | 27 | Lucas Moura       |     | 67' |
| AM           | 18 | Giovani Lo Celso  |     | 67' |
| LW           | 7  | Son Heung-min     |     |     |
| CF           | 10 | Harry Kane        |     |     |
| Substitutes: |    |                   |     |     |
| GK           | 12 | Joe Hart          |     |     |
| DF           | 6  | Davinson Sánchez  |     |     |
| DF           | 25 | Japhet Tanganga   |     |     |
| MF           | 11 | Erik Lamela       |     |     |
| MF           | 17 | Moussa Sissoko    |     | 67' |
| MF           | 20 | Dele Alli         |     | 84' |
| MF           | 28 | Tanguy Ndombele   |     |     |
| FW           | 9  | Gareth Bale       |     | 67' |
| FW           | 23 | Steven Bergwijn   |     | 90' |
| Trainer:     |    |                   |     |     |
| Ryan Mason   |    |                   |     |     |

| Man van de wedstrijd: Riyad Mahrez (Manchester City) |